# Grunt (informatique)
Pour les articles homonymes, voir Grunt.
Grunt est un outil pour la création de tâches automatisées avec le langage JavaScript.